# Голубчиков Михайло Васильович
Голубчиков Михайло Васильович (нар. 27 лютого 1955, Луцьк) — доктор медичних наук, професор, завідувач кафедри медичної статистики Національної медичної академії післядипломної освіти ім. П. Л. Шупика. Директор ДЗ «Центр медичної статистики МОЗ України», член атестаційної комісії МОЗ України за спеціальністю «Організація і управління охороною здоров'я», позаштатний консультант Європейського бюро ВООЗ з питань медичної статистики.

## Біографічні відомості
Народився в м. Луцьк Волинської області. В 1972 р. закінчив Київську середню школу № 102.

### Освіта
У 1973 р. вступив до Київський медичний інститут на медико-профілактичний факультет.
В 1979 р. закінчив навчання за спеціальністю: «гігієна, санітарія, епідеміологія», і був залишений на наукову роботу на кафедрі комунальної гігієни цього ж інституту.

### Захист дисертаційних робіт
В 1988 р. захистив кандидатську дисертацію, а в 1996 р. — докторську дисертацію на тему: «Комплексне дослідження стану здоров'я дитячого населення у різних регіонах України». В 2004 р. присвоєно вчене звання доцента, а в 2007 р. — вчене звання професора кафедри медичної статистики.

### Лікувальна і наукова діяльність
Після захисту докторської дисертації працював заступником директора з наукової роботи Українського інституту харчування, а з 1997 р. призначений заступником, а згодом директором Центру медичної статистики МОЗ України, який очолював до 2016 р.
В 2002 р. за ініціативою професора Голубчикова М. В. була створена кафедра медичної статистики Національної медичної академії післядипломної освіти ім. П. Л. Шупика, яку він очолює до теперішнього часу.
Професор Голубчиков М. В. з 2011 р. віце-президент, член Вченої Ради Української Асоціації «Комп'ютерна Медицина» і член редакційної колегії журналу «Клінічна інформатика і Телемедицина», бере активну участь у роботі УАКМ, що сприяє інформатизації сфери охорони здоров‘я України.

## Перелік ключових публікацій
Професор М. В. Голубчиков — автор та співавтор більше 200 друкованих робіт (серед яких 5 підручників).
1. Розвиток телемедичних технологій у світлі процесу інформатизації галузі охорони здоров'я України / М. В. Голубчиков, О. С. Коваленко, В. Г. Осташко, Г. О. Слабкий // Науково-практичне видання. «Україна. Здоров'я нації». — 2011. — № 4(16). — С.100-104.
2. Голубчиков М. В. Роль інформаційних технологій при застосуванні медичних стандартів / М. В. Голубчиков, О. С. Коваленко // Медична інформатика та інженерія. — 2013. — № 2. — С.62-64.
3. Голубчиков М. В. Електронний реєстр пацієнтів — етапи створення / М. В. Голубчиков, О. С. Коваленко, І. А. Ярменчук // Український журнал телематики та телемедицини. — 2013. — т.11, № 1. — С.145-147.
4. Демографічна ситуація в Україні за 2009—2013 роки (аналітично-статистичний довідник) / М. В. Голубчиков, Р. В. Салютін, І. Д. Сазонова, С. Г. Гайдар. — МОЗ України, ДЗ «Центр медичної статистики МОЗ України», 2014. — 86 с.
5. Туберкульоз в Україні. Інформаційно-аналітичний довідник / Н. М. Нізова, М. В. Голубчиков, О. П. Недоспасова [та ін.]. — К., 2015. — 117 с.
6. Щорічна доповідь про стан здоров'я населення України та санітарну-епідемічну ситуацію та результати діяльності системи охорони здоров'я України. 2014рік./ О. Квіташвілі, О. С. Павленко, І. Б. Перегінець [та ін.]. — МОЗ України, ДУ «УІСД МОЗ України», К., 2015. — 460 с.
7. Біостатистика. Допущено МОЗ України як підручник для студентів ВМНЗ ІІІ- ІV рівнів акредитації / В. Ф. Москаленко, О. П. Гульчій, М. В. Голубчиков, Б. О. Ледощук, [та ін.]. — К.: Книга плюс, 2009. — 184 с.
8. Управління охороною здоров'я (для післядипломної освіти): Навчально-методичний посібник / ред. Ю. В. Вороненко; НМАПО. — К., 2010. — 3670 с.
9. Голубчиков М. В. Технологія заповнення основних первинних облікових документів та контролю вірогідності статистичних даних у лікарняних закладах (Лекція) / М. В. Голубчиков, Н. М. Орлова, Н. Г. Кравчук // Практика управління закладом охорони здоров'я. — 2013. — № 9. — С. 88-95.
10. Голубчиков М. В. Методика перевірки стану обліку і звітності та вірогідності статистичної інформації у лікарняних закладах: метод. рек. / М. В. Голубчиков, Н. М. Орлова, Н. Г. Кравчук [та ін.]. — К.: МОЗ, 2013. — 22 с.
11. Голубчиков М. В. Шляхи інформатизації системи охорони здоров'я України (Лекція) / М. В. Голубчиков, О. С. Коваленко // Здоров'я суспільства. — 2013. — № 3-4. — С. 106—110.
12. Голубчиков М. В. Післядипломна підготовка лікарів — статистиків як важлива складова удосконалення інформаційного забезпечення системи охорони здоров'я / Н. М. Орлова, О. Б. Тонковид, Т. В. Степанова // Східноєвропейський журнал громадського здоров'я. — 2015. — № 1. — С. 94-95.
13. Підходи до формування архітектури телемедичних мереж / М. В. Голубчиков, В. Г. Осташко, О.С Коваленко // Медична інформатика та інженеріяю. — 2016. — № 1(33). — C. 60-61.

## Міжнародна співпраця
Експерт Бюро ВООЗ в Україні з медичної статистики